# Zoot Sims-Kenny Drew Quartet: Complete Live Recordings
Zoot Sims-Kenny Drew Quartet: Complete Live Recordings è un doppio CD Live di Zoot Sims e Kenny Drew, pubblicato dalla Gambit Records nell'aprile del 2008. Il doppio Cd raccoglie due esibizioni distinte effettuate dal gruppo di Zoot Sims e Kenny Drew a Copenaghen in Danimarca. 

## Tracce
CD 1
1. Flower Waltz – 8:04 (Zoot Sims) – Registrato dal vivo (a Copenaghen, Danimarca) il 4 agosto 1978
2. Come Rain or Come Shine – 4:51 (Johnny Mercer, Harold Arlen) – Registrato dal vivo (Copenaghen, Danimarca) il 4 agosto 1978
3. Fred – 7:47 (Sammy Cahn, Neal Hefti) – Registrato dal vivo (Copenaghen, Danimarca) il 4 agosto 1978
4. Groovin' High – 9:41 (Dizzy Gillespie) – Registrato dal vivo (Copenaghen, Danimarca) il 4 agosto 1978
5. I Wonder Where Your Love Has Gone – 7:16 (Buddy Johnson) – Registrato dal vivo (Copenaghen, Danimarca) il 4 agosto 1978
6. In a Mellow Tone – 5:13 (Duke Ellington) – Registrato dal vivo (Copenaghen, Danimarca) il 4 agosto 1978
7. I Got It Bad (and That Ain't Good) – 2:12 (Duke Ellington) – Registrato dal vivo (Copenaghen, Danimarca) il 4 agosto 1978
8. Caravan – 6:27 (Duke Ellington, Juan Tizol) – Registrato dal vivo (Copenaghen, Danimarca) il 4 agosto 1978
9. All the Things You Are – 9:45 (Johnny Mercer, Harold Arlen) – Registrato dal vivo (al Jazzhouse Slukefter di Copenaghen, Danimarca) il 24 agosto 1978

CD 2
1. Too Close for Comfort – 7:25 (Jerry Bock) – Registrato dal vivo (al Jazzhouse Slukefter di Copenaghen, Danimarca) il 24 agosto 1978
2. In the Middle of a Kiss – 7:37 (Sam Coslow) – Registrato dal vivo (al Jazzhouse Slukefter di Copenaghen, Danimarca) il 24 agosto 1978
3. I'll Remember April – 8:45 (Don Raye, Gene DePaul) – Registrato dal vivo (al Jazzhouse Slukefter di Copenaghen, Danimarca) il 24 agosto 1978
4. It's All Right with Me – 8:11 (Cole Porter) – Registrato dal vivo (al Jazzhouse Slukefter di Copenaghen, Danimarca) il 24 agosto 1978
5. The Very Thought of You – 7:01 (Ray Noble) – Registrato dal vivo (al Jazzhouse Slukefter di Copenaghen, Danimarca) il 24 agosto 1978
6. Blue Hodge – 9:13 (Gary McFarland) – Registrato dal vivo (al Jazzhouse Slukefter di Copenaghen, Danimarca) il 24 agosto 1978
7. Morning Fun – 4:59 (Zoot Sims) – Registrato dal vivo (al Jazzhouse Slukefter di Copenaghen, Danimarca) il 24 agosto 1978
8. Softly, as in a Morning Sunrise – 7:33 (Sigmund Romberg, Oscar Hammerstein II) – Registrato dal vivo (al Jazzhouse Slukefter di Copenaghen, Danimarca) il 24 agosto 1978

## Musicisti
Brani - CD 1 - nr. 1, 2, 3, 4, 5, 6, 7 e 8
- Zoot Sims - sassofono tenore
- Zoot Sims - sassofono soprano (brano: Caravan)[2]
- Kenny Drew - pianoforte
- Niels-Henning Ørsted Pedersen - contrabbasso
- Alex Riel - batteria

Brani - CD 1 nr. 9 / CD 2 - nr. 1, 2, 3, 4, 5, 6, 7 e 8
- Zoot Sims - sassofono tenore
- Zoot Sims - sassofono soprano (brano: The Very Thought of You)[2]
- Kenny Drew - pianoforte
- Niels-Henning Ørsted Pedersen - contrabbasso
- Ed Thigpen - batteria[3]